# Cronisia
Cronisia là một chi rêu trong họ Corsiniaceae.